# Lenore
Lenore (under tiden oversat som Leonora, Leonore eller Ellenore) er et romantisk digt skrevet af den tyske forfatter Gottfried August Bürger i 1773 og publiceret i 1774 i tidsskriftet Göttinger Musenalmanach. Lenore karakteriseres generelt som værende en del af det 18. århundredes gotiske ballader eller spøgelsesballader, og selv om digtets karaktér, der vender tilbage fra graven ikke anses for at være af vampyrisk natur, har teksten haft stor indflydelse på vampyr-litteraturen. William Taylor, der udgav den første engelske oversættelse af balladen, har udtalt at "intet tysk digt er så hyppigt blevet oversat til engelsk, som Ellenore".
Digtets nøglesætning "die Toten reiten schnell" er citeret og refereret i værker af andre forfattere og først og fremmest gjort berømt af Bram Stoker i hans roman Dracula fra 1897, hvor Jonathan Harkers rejsefæller hvisker ordene "Denn die Toten reiten schnell", idet grevens hestevogn første gang viser sig i landskabet.
Digtet er senest oversat til dansk af Asger Berg i 2016 og udgivet af Det Poetiske Bureaus Forlag, illustreret af Henrik Monved.

## Plot
Lenore er en heltinde, hvis elsker, William, bliver dræbt under syvårskrigen. Lenore pådrager sig uforvarende en forbandelse, da hun i fortvivlelse over tabet af William afsværger gud, fordi hun mener, at denne har gjort hende uret. Samme nat modtager hun besøg af den afdøde William, der inviterer Lenore til at ride med ham. De tilbagelægger en stor afstand, fordi die Toten reiten schnell ("de døde rider hurtigt"), og ankommer før daggry til en kirkegård. Lenore indser her, at William vil forenes med hende og have hende til at ligge i sin kiste, som havde det været deres ægteseng, og at hun er fanget i en kontinuerlig dødedans, indtil det vil lykkes hende at finde frelse for sin forbandelse.